# Parspatuni
Els Parspatuni (en armeni: Պարսպատունիք) van ser una família de nakharark (nobles) d'Armènia amb feu hereditari a la comarca del Parspatuniq a la província de Baspracània.

## Mapa de Parspatuniq
L'Enciclopèdia Soviètica d'Armènia publicà una sèrie de mapes entre els quals hi ha el de la regió baspracània de Parspatuniq.

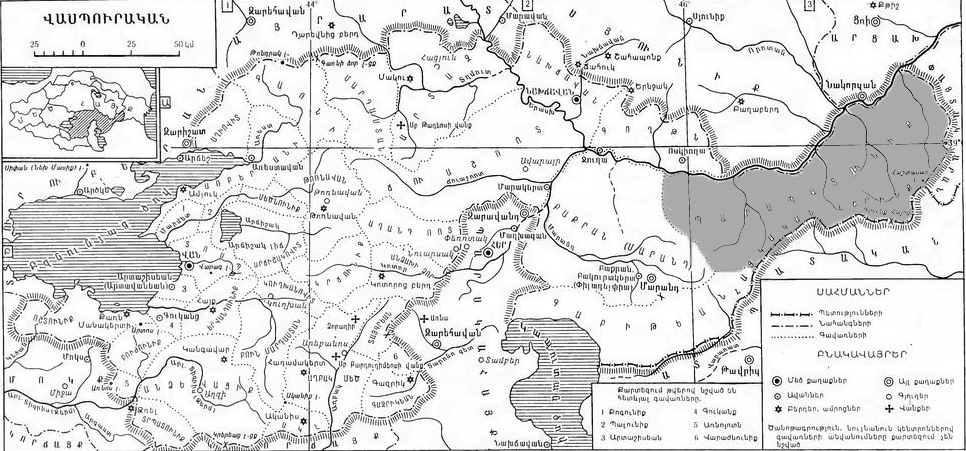
Mapa de Baspracània, amb Parspatuniq ombrejat al nord-est de l'estany Urmia.